# فيليبي دي أوليفيرا باروس
فيليبي دي أوليفيرا باروس (5 أغسطس 1994 في بيرنامبوكو في البرازيل – )؛ هو لاعب كرة قدم كان يلعب كمدافع.

## وصلات خارجية
- فيليبي دي أوليفيرا باروس على موقع رابطة كرة القدم اليابانية للمحترفين (اليابانية)
- فيليبي دي أوليفيرا باروس على موقع قاعدة بيانات كرة القدم.إي يو (الإنجليزية)
- فيليبي دي أوليفيرا باروس على موقع Soccerway.com (الإنجليزية)
- فيليبي دي أوليفيرا باروس على موقع عالم كرة القدم.نت (الإنجليزية)